# Renew Britain
Renew (deutsch Erneuern), auch Renew Britain, nannte sich eine Mitte 2017 gegründete politische Bewegung und Partei in Großbritannien. Ihre Initiatoren verfolgten das Ziel den Brexit durch ein zweites Referendum aufzuheben und somit rückgängig zu machen.

## Geschichte
Inspiriert von der erfolgreichen französischen Bewegung Emmanuel Macrons, La République en Marche, wurde Renew Britain von dem ehemaligen Banker Chris Coghlan 2017 auf dem Höhepunkt der Brexit-Diskussionen im Vereinigten Königreich ins Leben gerufen. Vorher war er als unabhängiger Kandidat bei den britischen Unterhauswahlen 2017 im Wahlkreis Battersea angetreten und konnte 2,2 Prozent der Stimmen erzielen.
Mit dem Chefstrategen James Torrance wollte die neue Bewegung bei der nächsten Unterhauswahl antreten. Renew wollte denjenigen Wählern eine Heimat bieten „die sich derzeit politisch heimatlos fühlen“, nach Aussage von einem der drei Co-Vorsitzenden, James Clarke. Eine weitere Co-Vorsitzende war Sandra Khadhouri. Nachdem zuletzt mehrere Umfragen eine Umkehr des Ergebnisses der Volksabstimmung von 2015 ausmachten, erhoffen sich nun die Parteigründer mit der Kampagne einen Umschwung zugunsten eines Verbleibs Großbritanniens in der EU.
Renew kündigte auf einer Pressekonferenz am 19. Februar 2018 in London zum Start die Rekrutierung von 222 „zukünftigen Parlamentswahlenkandidaten“ an. Die Gründungserklärung der neuen Gruppierung Renew erhielt daraufhin weltweit breite Aufmerksamkeit in allen international bedeutenden Medien.
Die Partei wurde von Volt UK unterstützt. 
Am 1. Februar 2022 gab die Partei bekannt, dass sie ihre Aktivitäten in der neuen True and Fair Party zusammengelegt hat, die einige Wochen zuvor von Gina Miller gegründet wurde.

## Wahlergebnisse
| Jahr | Wahl                              | Stimmen | Stimmenanteil | Sitze |
| ---- | --------------------------------- | ------- | ------------- | ----- |
| 2019 | Unterhauswahl 2019                | 545     | 0,0 %         | 0/650 |
| 2021 | Parlamentswahl in Schottland 2021 | 493     | 0,0 %         | 0/129 |